# キラニン男爵
キラニン男爵（英: Baron Killanin, of Galway in the County of Galway）は、イギリスの男爵位。連合王国貴族。1900年6月15日に法律家・政治家のモリス男爵マイケル・モリスが叙位されたことに始まる。

## 歴史

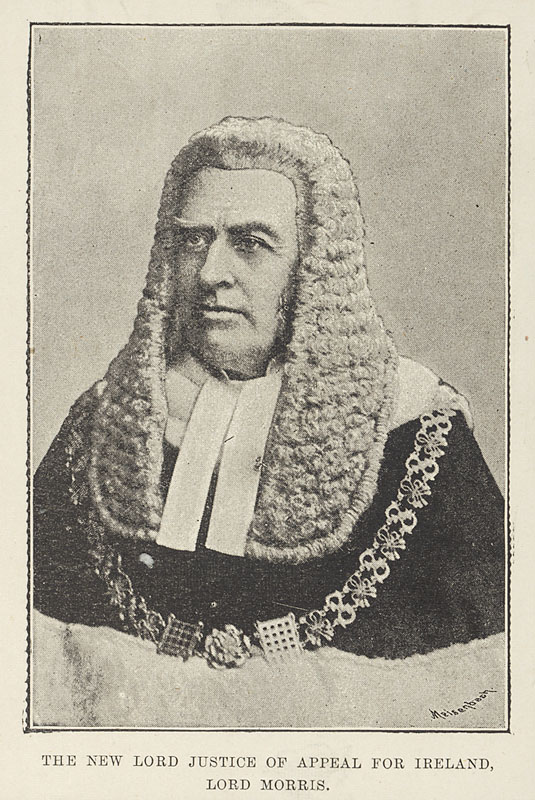
初代キラニン男爵マイケル・モリス

法曹家マイケル・モリス(1826-1901)は、1887年から1889年までアイルランド高等法院主席判事を、1889年から1900年まで常任上訴貴族（法服貴族）を務めた人物である。彼は1885年9月14日に連合王国準男爵位の「(ゴールウェイ県スピッドールの)準男爵(Baronet, of Spiddal, in the County of Galway)」を授けられた。彼はさらに常任上訴貴族への任命に伴って、1876年上訴管轄権法に基づく一代貴族として「ゴールウェイ県スピッドールのモリス男爵(Baron Morris, of Spiddal in the County of Galway)」に叙された。また、キラニンは公職引退に際して、1900年に連合王国貴族の「ゴールウェイ県におけるゴールウェイのキラニン男爵(Baron Killanin, of Galway in the County of Galway)」を与えられたが、これがキラニン男爵家の嚆矢となった。1901年に初代男爵が死去するとモリス男爵位は廃絶したが、残る爵位を長男マーティンが相続した。
2代男爵マーティン(1867-1927)はゴールウェイバラ選挙区選出の保守党所属庶民院議員を務めた人物である。彼は襲爵によって貴族院に移り、後に最後のゴールウェイ県統監となっている。マーティンは生涯未婚であったため、爵位はその甥のマイケルが継承した。
3代男爵マイケル(1914-1999)はアイルランドオリンピック委員会会長やアイルランド代表国際オリンピック委員会委員を経て、1972年から1980年まで国際オリンピック委員会会長を務めた。彼ののちはその息子レドモンドが爵位を襲った。
4代男爵レドモンド(1947-)は映画プロデューサーとして活動しており、彼がキラニン男爵家現当主である。
爵位と一族にかかるモットーは、『神とともに在るならば、誰が我らに反対しようか(Si Deus Nobiscum Quis Contra Nos)』。

## 現当主の保有爵位 / 準男爵位
現当主である第4代キラニン男爵レッド・モリスは以下の爵位及び準男爵位を有する。
- 第4代ゴールウェイ県におけるゴールウェイのキラニン男爵(4th Baron Killanin, of Galway in the County of Galway)
(1900年6月15日の勅許状による連合王国貴族爵位)
- 第4代(ゴールウェイ県スピッドールの)準男爵(4th Baronet, of Spiddal, in the County of Galway)
(1885年9月14日の勅許状による連合王国準男爵位)

## キラニン男爵 （1900年）
- 初代キラニン男爵マイケル・モリス（英語版） （1826年 - 1901年）
- 第2代キラニン男爵マーティン・モリス（英語版） （1867年 - 1927年）
- 第3代キラニン男爵マイケル・モリス  （1914年 - 1999年）
- 第4代キラニン男爵レドモンド・モリス（英語版） （1947年 - ）
  - 男爵位の法定推定相続人は、当代の息子であるルーク・マイケル・ジョフリー・モリス（1975年 - ）